# (8550) Hésiode
(8550) Hésiode, désignation internationale (8550) Hesiodos, est un astéroïde de la ceinture principale et plus spécifiquement du groupe de Hilda.

## Description
(8550) Hésiode est un astéroïde du groupe de Hilda. Il fut découvert par Eric Walter Elst le 12 août 1994 à La Silla. Il présente une orbite caractérisée par un demi-grand axe de 3,943 UA, une excentricité de 0,258 et une inclinaison de 2,978° par rapport à l'écliptique.
Il fut nommé en hommage au poète grec Hésiode, qui popularisa l'histoire de Pandore.

## Compléments